# Ordine della famiglia reale di re Giorgio V
L'ordine della famiglia reale di re Giorgio V (in inglese: Royal Family Order of King George V) è una onorificenza del Regno Unito non più conferita ma ancora inclusa nel sistema premiale britannico, tradizionalmente posta in stato di quiescenza dalla morte del sovrano fondatore, concessa da re Giorgio V come segno di particolare stima personale ai soli membri femminili della famiglia reale del Regno Unito o per particolari servizi verso la propria persona.

## Storia
L'ordine della famiglia reale di re Giorgio V venne istituito nel 1911, l'anno successivo all'ascesa al trono del Sovrano dopo la morte del padre re Edoardo VII.

## Insegne
La medaglia dell'Ordine è composta da un cammeo raffigurante re Giorgio V realizzato su avorio circondato da una cornice in argento e diamanti.
Il nastro è di seta bianca.

## Elenco degli insigniti
- Maria di Teck, regina consorte del Regno Unito e dei Domini Britannici ed imperatrice d'India, consorte del re-imperatore Giorgio V del Regno Unito
- Elizabeth Bowes-Lyon, allora duchessa di York, poi regina consorte del Regno Unito, ultima regina consorte d'Irlanda e imperatrice consorte d'India, consorte di re Giorgio VI, poi S.M. la Regina Elisabetta, la Regina Madre, madre della sovrana Elisabetta II e della principessa Margaret
- Elisabetta, allora principessa di York, figlia del futuro re Giorgio VI, allora duca di York, nipote di re Giorgio V, poi Elisabetta II, regina del Regno Unito, Sovrana dell'Ordine e ultima decorata vivente fino alla sua morte nel 2022
- Margaret, allora principessa del Regno Unito, poi contessa di Snowdon, figlia del futuro re Giorgio VI, allora duca di York, nipote di re Giorgio V, sorella della futura Elisabetta II, regina del Regno Unito
- Alice, duchessa consorte poi vedova di Gloucester, moglie poi vedova del principe Enrico, duca di Gloucester, figlio di re Giorgio V
- Marina di Grecia, duchessa consorte poi vedova di Kent, contessa di St. Andrews, baronessa Downpatrick, moglie poi vedova del principe Giorgio, I duca di Kent, figlio di re Giorgio V
- Mary, principessa reale, figlia di re Giorgio V
- Alexandra Duff, duchessa di Fife, cugina di re Giorgio V
- Alice Maria di Sassonia-Coburgo-Gotha, contessa di Anthlone, cugina di re Giorgio V
- Elena di Sassonia-Coburgo-Gotha, zia di re Giorgio V
- Luisa di Sassonia-Coburgo-Gotha, zia di re Giorgio V
- Beatrice di Sassonia-Coburgo-Gotha, zia di re Giorgio V